# Esseing
Esseing est un village de la Région du Littoral du Cameroun, situé dans la commune de Ngambe. 

## Population et développement
En 1967, la population de Esseing était de 371 habitants, dont 227 de la communauté Babimbi du peuple Bassa et 147 du peuple Banen. La population de Esseing était de 206 habitants dont 109 hommes et 97 femmes, lors du recensement de 2005.  